# Kína–Burma–India hadszíntér

Kína–Burma–India hadszíntér

A Kína–Burma–India hadszíntér (CBI, később India Burma theater, IBT) a második világháború egyik keleti hadszíntere volt, amely elnevezést az amerikai hadsereg vezetett be és használt a brit és kínai szövetségesekkel együtt az India, Burma és Kína területén folyó hadmozdulatok csoportosítására. A legismertebb amerikai alakulatok közé tartozik a „Repülő Tigrisek” (Flying Tigers) nevet viselő repülőalakulat, „A Púp” (The Hump) becenevet viselő légiszállító alakulat, az 1. Légi Kommandó-osztály (1st Air Commando Group), a Ledo utat építő műszaki alakulatok, valamint az „ideiglenes” jelzővel illetett 5307th Composite Unit (Provisional), ismertebb nevükön Merrill martalócai (Merrill's Marauders) lett. A térségben tevékenykedett az OSS 101-es különítménye (OSS 101 Detachment) is.
A térségben tevékenykedett az Amerikai Légi Hadsereg (United States Army Air Forces, USAAF) három légiereje (a 10. AF, a 14. AF és a 20. AF), valamint több mint ötven (64) RAF-század és a Csinditek is.